# Campeonato Capixaba de Futebol de 2008
O Campeonato Capixaba de 2008 aconteceu entre 12 de janeiro e 18 de maio e reuniu dez equipes, todas do interior do estado. A equipe campeã do campeonato, Serra, garantiu vaga na Copa do Brasil de Futebol de 2009.

## Formato
Na primeira fase, as dez equipes jogaram em turno e returno, todos contra todos. Na fase seguinte, as quatro melhores fizeram as semifinais, também em jogos de ida e volta. Os vencedores fizeram as finais do campeonato. A final também foi em duas partidas, sendo que a equipe com a melhor campanha da primeira fase, jogou a segunda partida da decisão no seu estádio e por dois resultados iguais.
As duas equipes que terminaram no penúltimo e último lugares na classificação da primeira fase, Pinheiros-ES e CTE Marilândia, foram rebaixadas para a segunda divisão do estadual.

### Critérios de desempate
Os critério de desempate foram aplicados na seguinte ordem: